# Soqosoqo ni Vakavulewa ni Taukei
Le Soqosoqo ni Vakavulewa ni Taukei (SVT) est un parti politique fidjien fondé en 1991 et disparu après le coup d'État de 2006.

## Histoire
La vie politique aux Fidji est longtemps dominée par le parti de l'Alliance, qui est de fait le parti des chefs autochtones. Ce parti perd les élections législatives de 1987, ce qui entraîne un coup d'État militaire qui rend le pouvoir à l'Alliance. S’ensuit l'imposition d'une nouvelle Constitution en 1990 visant à s'assurer que tout futur gouvernement soit dominé par les chefs autochtones. En juin 1991, le Grand Conseil des chefs, organe consultatif représentant l'aristocratie autochtone, fonde le SVT comme « parti des chefs » en vue des élections législatives de 1992,.
Le SVT se donne formellement pour objectifs de promouvoir les intérêts des Fidjiens autochtones, et d'appliquer une politique économique libérale, fondée sur la dérégulation et le libre marché. Bien qu'il se présente comme le « parti des chefs », il se choisit comme président le colonel Sitiveni Rabuka, auteur du coup d'État de 1987, écartant ainsi la candidature d'Adi Lala Mara, l'une des plus hautes figures de l'aristocratie autochtone. Là où le parti de l'Alliance avait été formellement multi-ethnique (bien que dominé par des chefs autochtones), le SVT est mono-ethnique, et son nom signifie « parti politique autochtone »,.
La Constitution de 1990 réserve trente-sept des soixante-dix sièges à la Chambre des représentants aux autochtones, et le SVT en remporte trente aux élections de 1992, n'ayant pas présenté de candidats pour les trente-trois sièges réservés aux minorités ethniques. Sitiveni Rabuka devient Premier ministre, son SVT formant un gouvernement de coalition avec le Parti des Électeurs généraux,. Fin 1993, le SVT subit une scission. En novembre, neuf députés du SVT quittent le parti pour voter contre un projet de loi de finances fortement déficitaire et qui propose d'accroître la taxe sur la valeur ajoutée sur les produits alimentaires de première nécessité. Les personnes ayant quitté le SVT fondent le parti de l'Association fidjienne, dont le programme est quasi identique à celui du SVT mais qui est mené par l'ancien ministre des Finances Josevata Kamikamica. Le rejet du budget entraîne la tenue d'élections anticipées en février 1994 ; le SVT remporte trente-deux sièges (tous autochtones), et Sitiveni Rabuka demeure Premier ministre en reconduisant sa coalition avec le Parti des Électeurs généraux.
Au cours des années qui suivent, Sitiveni Rabuka et le SVT s'éloignent de leur ethnonationalisme et permettent l'adoption en 1997 d'une nouvelle Constitution qui restaure les droits politiques de la minorité indo-fidjienne. Pour les élections de 1999, le SVT s'allie au Parti de la fédération nationale, parti indo-fidjien. Les alliés subissent toutefois une déroute, le SVT perdant la plupart de ses sièges et se retrouvant dans l'opposition.
Après le coup d'État de l'an 2000, la droite ethnonationaliste autochtone s'assemble en un nouveau parti, le Soqosoqo Duavata ni Lewenivanua de Laisenia Qarase, qui éclipse le SVT. Emmené par Filipe Bole, le SVT perd ses derniers sièges restants aux élections de 2001.